# (21396) Fisher-Ives
(21396) Fisher-Ives (1998 FC52) – planetoida z pasa głównego asteroid okrążająca Słońce w ciągu 3,68 lat w średniej odległości 2,38 j.a. Odkryta 20 marca 1998 roku.